# 弗朗茨·馮·梅西
弗朗茨·馮·梅西男爵（德語：Franz Freiherr von Mercy；1597年—1645年8月3日），神聖羅馬帝國與巴伐利亚选侯国陸軍將領，在三十年戰爭擔任指揮要職。他曾於1643年至1645年指揮巴伐利亞陸軍數度對壘法軍，最終在阿勒海姆战役中彈身亡。
梅西於1610年代加入天主教聯盟軍作戰，並於三十年戰爭爆發後轉入帝國軍，因表現出色迅速晉升。1638年，他被巴伐利亞選帝侯马克西米利安任命為砲兵將軍，後於1643年晉升為陸軍元帥，並成為巴伐利亞軍司令。之後，他數度在南德意志對壘法軍名將蒂雷納子爵與大孔代，但在阿勒海姆战役意外中彈身亡，其部也戰敗撤出戰場。